# Ian McNeice

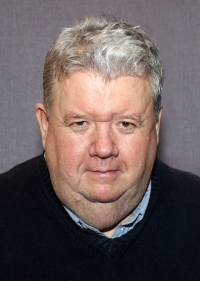
Ian McNeice (2009)

Ian McNeice (* 2. Oktober 1950 in Basingstoke, Hampshire) ist ein britischer Schauspieler.

## Leben
Er besuchte die Taunton School in Somerset und spielte danach zwei Jahre am Salisbury Playhouse. Danach spielte er an verschiedensten britischen und internationalen Bühnen, so auch am Broadway. Durch Nebenrollen in Filmen wie Das Rußland-Haus (1990), Der Engländer, der auf einen Hügel stieg und von einem Berg herunterkam (1995) und Ace Ventura – Jetzt wird’s wild (1995) wurde er einem breiten Publikum bekannt. Später spielte er unter anderem in From Hell (2001) und Bridget Jones – Am Rande des Wahnsinns (2004).
In den beiden Fernsehfilmtrilogien Dune – Der Wüstenplanet (2000) und Children of Dune (2003) spielte McNeice den diabolischen Baron Wladimir Harkonnen. In den Fernsehserien Hornblower und Rom war er in markanten Nebenrollen zu sehen. In der Fernsehfilmserie Doc Martin war er in etlichen ab 2004 gedrehten Folgen in einer Nebenrolle zu sehen.
McNeices drei Kinder Travers, Angus und Maisie leben mit ihrer Mutter und ihrem Stiefvater, die beide als Löwenforscher arbeiten, in der Wildnis von Botswana.

## Filmografie
- 1982: The Life and Adventures of Nicholas Nickleby (Fernsehserie)
- 1983: The Cleopatras (Fernsehserie)
- 1983: Voice Over
- 1984: Top Secret!
- 1985: Am Rande der Finsternis (Edge of Darkness, Fernsehserie, 5 Folgen)
- 1985: Jim Bergerac ermittelt (Bergerac, Fernsehserie, 1 Folge)
- 1986: Die Bombe fliegt (Whoops Apocalypse)
- 1987: Personal Services
- 1987: Zwischen den Zeilen (84 Charing Cross Road)
- 1987: A Perfect Spy (Fernsehserie)
- 1987: Schrei nach Freiheit (Cry Freedom)
- 1987: Die große Sehnsucht der Judith Hearne (The Lonely Passion of Judith Hearne)
- 1988: Wipe Out (Fernsehserie)
- 1988: Raggedy – Eine Geschichte von Liebe, Flucht und Tod (The Raggedy Rawney)
- 1989: In 80 Tagen um die Welt (Around the World in 80 Days, Fernsehserie, 3 Folgen)
- 1989: Valmont
- 1990: Dark River
- 1990: 1871
- 1990: Das Rußland-Haus (The Russia House)
- 1991: Secret Friends
- 1991: Time Riders (Fernsehserie)
- 1991: Murder Being Once Done
- 1992: An Ungentlemanly Act
- 1992: Running Late
- 1992: B & B
- 1992: Künstliche Schwestern (The Cloning of Joanna May)
- 1992: Das Jahr des Kometen (Year of the Comet)
- 1992: Look at It This Way (Fernsehserie)
- 1992: The Blackheath Poisonings
- 1993: Age of Treason
- 1993: Don’t Leave Me This Way
- 1993: The Scarlet and the Black (Fernsehserie)
- 1993: Inspektor Morse, Mordkommission Oxford (Inspector Morse, Fernsehserie, 1 Folge)
- 1993: Stay Lucky (Fernsehserie, 10 Folgen)
- 1994: Flucht aus Absolom (No Escape)
- 1994: The Wimbledon Poisoner (Fernsehserie)
- 1993: Chef! (Fernsehserie)
- 1994: Ain’t Misbehavin (Fernsehserie)
- 1995: Funny Bones – Tödliche Scherze (Funny Bones)
- 1995: Die Scharfschützen – 6. Die Wolfsjagd (Sharpe)
- 1995: Der Engländer, der auf einen Hügel stieg und von einem Berg herunterkam (The Englishman Who Went Up a Hill But Came Down a Mountain)
- 1995: Ace Ventura – Jetzt wird’s wild (Ace Ventura: When Nature Calls)
- 1996: Testament: The Bible in Animation (Fernsehserie)
- 1997: Have Your Cake and Eat It (Fernsehserie)
- 1997: Das Gespenst von Canterville
- 1997: Mein Liebling, der Tyrann (The Beautician and the Beast)
- 1997: Lebe lieber ungewöhnlich (A Life Less Ordinary)
- 1998: A Certain Justice
- 1998: Hornblower: Die Leutnantsprüfung (Hornblower: The Examination for Lieutenant)
- 1999: The Auteur Theory
- 1999: Joseph and the Amazing Technicolor Dreamcoat
- 1999: The Cherry Orchard
- 1999: A Christmas Carol – Die Nacht vor Weihnachten
- 1999: David Copperfield
- 2000: Longitude
- 2000: Die neun Leben des Tomas Katz (The Nine Lives of Tomas Katz)
- 2000: Dune – Der Wüstenplanet (TV-Miniserie)
- 2000: The Sleeper
- 2001: The Body
- 2001: Stadt, Land, Kuss (Town & Country)
- 2001: Die Wannseekonferenz (Conspiracy)
- 2001: Der vierte Engel (The Fourth Angel)
- 2001: From Hell
- 2001: Armadillo
- 2001: Murder Rooms: The Kingdom of Bones
- 2001: Inspector Barnaby (Midsomer Murders): Fernsehserie, Staffel 4, Folge 4: Leichen leben länger (Who Killed Cock Robin?)
- 2002: Anazapta – Der schwarze Tod (Anazapta)
- 2002: Amnèsia
- 2002: Relic Hunter – Die Schatzjägerin (Relic Hunter) – Die Quelle der ewigen Jugend
- 2002: Männlich, allein erziehend, sucht (Man and Boy)
- 2002: Paradise Heights (Fernsehserie)
- 2002: Bis zum letzten Vorhang (The Last Curtain)
- 2003: Children of Dune (Fernsehdreiteiler, alle Folgen)
- 2003: Chaos and Cadavers
- 2003: Blackball
- 2003: I’ll Be There
- 2004: Spartacus
- 2004: Freeze Frame
- 2004: In 80 Tagen um die Welt (Around the World in 80 Days)
- 2004: Doc Martin (Fernsehserie)
- 2004: Frankenstein
- 2004: Bridget Jones – Am Rande des Wahnsinns
- 2004: Spooks – Im Visier des MI5 (Spooks, Fernsehserie, 1 Folge)
- 2005: White Noise – Schreie aus dem Jenseits
- 2005: Cherished
- 2005: Per Anhalter durch die Galaxis (The Hitchhiker’s Guide to the Galaxy)
- 2005: Oliver Twist
- 2005: Venetian Heat
- 2007: Rom (Fernsehserie)
- 2007: New Tricks – Die Krimispezialisten (New Tricks, Fernsehserie, 1 Folge)
- 2008: Day of the Dead
- 2008: Operation Walküre – Das Stauffenberg-Attentat (Valkyrie)
- 2010–2011: Doctor Who (Fernsehserie)
- 2012: Das Geheimnis des Edwin Drood (The Mystery of Edwin Drood, Fernsehfilm)
- 2017: Charles Dickens: Der Mann, der Weihnachten erfand (The Man Who Invented Christmas)
- 2020: Grizzly II: Revenge (Grizzly II: The Predator)  [1983 gedreht]
- 2021: Foundation, Staffel 1, Episode 4
- 2022: Sandman, Staffel 1, Episode 6
- 2023: Napoleon